# Lisa Bratton
Lisa Bratton (Richland, 5 de mayo de 1996) es una deportista estadounidense que compite en natación. Ganó una medalla de oro en el Campeonato Mundial de Natación en Piscina Corta de 2018, en la prueba de 200 m espalda.

## Palmarés internacional
| Campeonato Mundial en Piscina Corta | Campeonato Mundial en Piscina Corta | Campeonato Mundial en Piscina Corta | Campeonato Mundial en Piscina Corta |
| Año                                 | Lugar                               | Medalla                             | Prueba                              |
| ----------------------------------- | ----------------------------------- | ----------------------------------- | ----------------------------------- |
| 2018                                | Hangzhou (China)                    | Medalla de oro                      | 200 m espalda                       |